# As-samer
En Jordanie, l'As-samer désigne un ensemble de pratiques de chant et de danse, notamment effectuées à l'occasion des mariages. Ce rituel compte des personnages-type, nommés Al-Hashi, Wasq Al-Hashi ou Al-Badda. Il intègre officiellement la liste du patrimoine culturel immatériel le 29 novembre 2018, par décision de l'UNESCO. 

## Description
L'As-samer regroupe plusieurs chants et danses, pratiqués dans plusieurs régions de Jordanie lors des grandes occasions, surtout lors des cérémonies nuptiales. Toutes les générations y participent, notamment les enfants. La représentation est introduite par le père du marié, qui d'un signal appelle les personnes invitées à se mettre en ligne, à taper des mains et à chanter.

### Personnages types
Ensuite interviennent des personnages types, qu'incarnent plusieurs convives. Une femme voilée, proche des hôtes, joue Al-Hashi : elle est vêtue d'une abaya (un large vêtement noir porté au-dessus du costume traditionnel). Elle chante et danse devant l'assistance. Wasq al-Hashi est interprété par un proche d'Al-Hashi ; il retient cette dernière par l'abaya ou par la manche afin qu'elle s'asseye. Un autre personnage, Al-Badda, fait alors son entrée. Il chante et demande à Al-Hashi de danser en déclamant de la poésie. Les poèmes dits lors de la cérémonie font partie de l'Al-samer et, selon la description de l'UNESCO, expriment la joie, la paix, l'intimité et l'empathie.

## Intégration du patrimoine culturel immatériel
Le 29 novembre 2018, l'UNESCO, en réunion sur l'île Maurice, ajoute l'Al-Samer de Jordanie à la liste du patrimoine culturel immatériel, parmi vingt-et-un éléments culturels. Le descriptif de l'UNESCO rapporte que la cohésion ainsi que les liens sociaux sont encouragés par cette pratique, qui se transmet à travers les générations.

### Respect des critères
La décision de l'UNESCO s'est faite car cette institution considère que l'As-Samer respecte ses critères. Ainsi, elle indique que l'As-Samer rend les Jordaniens fiers de leur patrimoine culturel, consolide les liens sociaux et s'effectue de manière spontanée. Ensuite, l'As-Samer découle de traditions orales et renforce les échanges entre diverses catégories de la population. Mets et costumes traditionnels présentés pendant l'As-samer appartiennent à la culture jordanienne traditionnelle. Enfin, les pratiques sont préservées et une majorité de la population participe à l'As-samer.